# Joseph Larch
Joseph „Sepp” Larch (ur. 28 lipca 1930 w Bolzano, zm. 7 października 2011 w Weyer) – włoski himalaista i alpinista. Zdobywca między innymi Eigeru, Matterhornu i Mercedario. Najbardziej zasłynął jako jeden z trzech pierwszych ludzi na szczycie Gaszerbrum II razem z Fritzem Moravcem i Hansem Willenpartem.

## Życiorys
Od dziesiątego roku życia mieszkał w Weyer w Austrii. Był żonaty od 1962, miał syna. Zmarł w wieku 81 lat.